# Hitched - Senza via di scampo
Hitched - Senza via di scampo (Hitched), è un film per la televisione del 2001 diretto da Wesley Strick. Girato in Canada, tra Ontario e Toronto, il film  è un riferimento alla serie televisiva Matlock.

## Trama
Eve Robbins, denuncia la scomparsa del marito Ted, all'investigatore Cary Grant che nonostante l'impegno non riesce a dare alla dolce signora buone notizie in merito al ritrovamento del marito, ma in compenso instaura con lei una relazione sentimentale. Una storia bella se non fosse che Ted non è scomparso me è legato nella cantina, a causa dei troppi tradimenti con ragazzine più giovane e ingenue, e dove vive cibato a modo e piacere della moglie. Riuscito a liberarsi Ted farà pagare alla moglie il male ricevuto, non sapendo che anche per lui in destino è senza via di scampo. Cary, dopo aver salvato Eve, scoprirà che certe volte dietro la bellezza e la gentilezza di una donna si nasconde un animo torbido.